# 七姊妹道

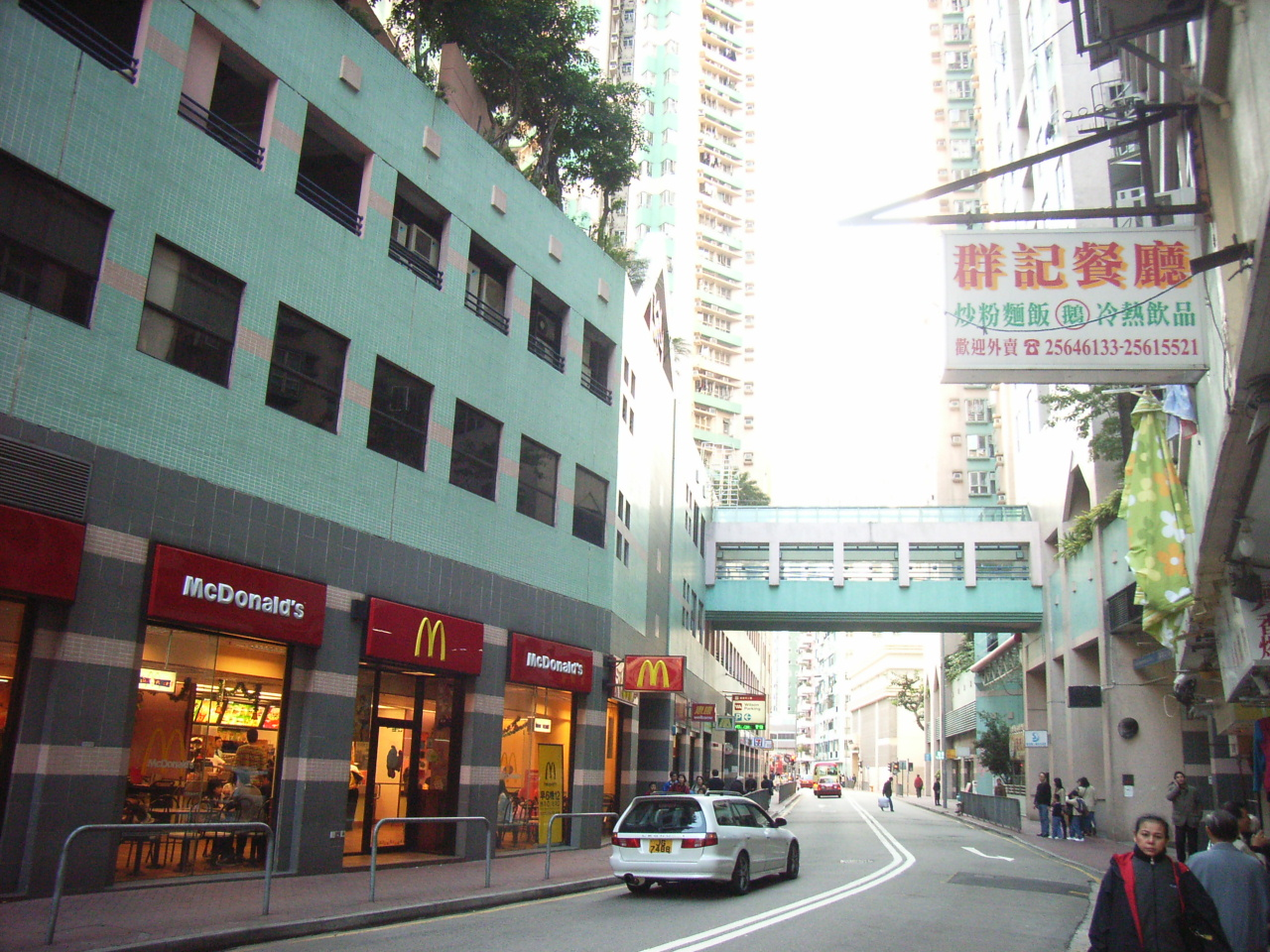
七姊妹道東段近健康村

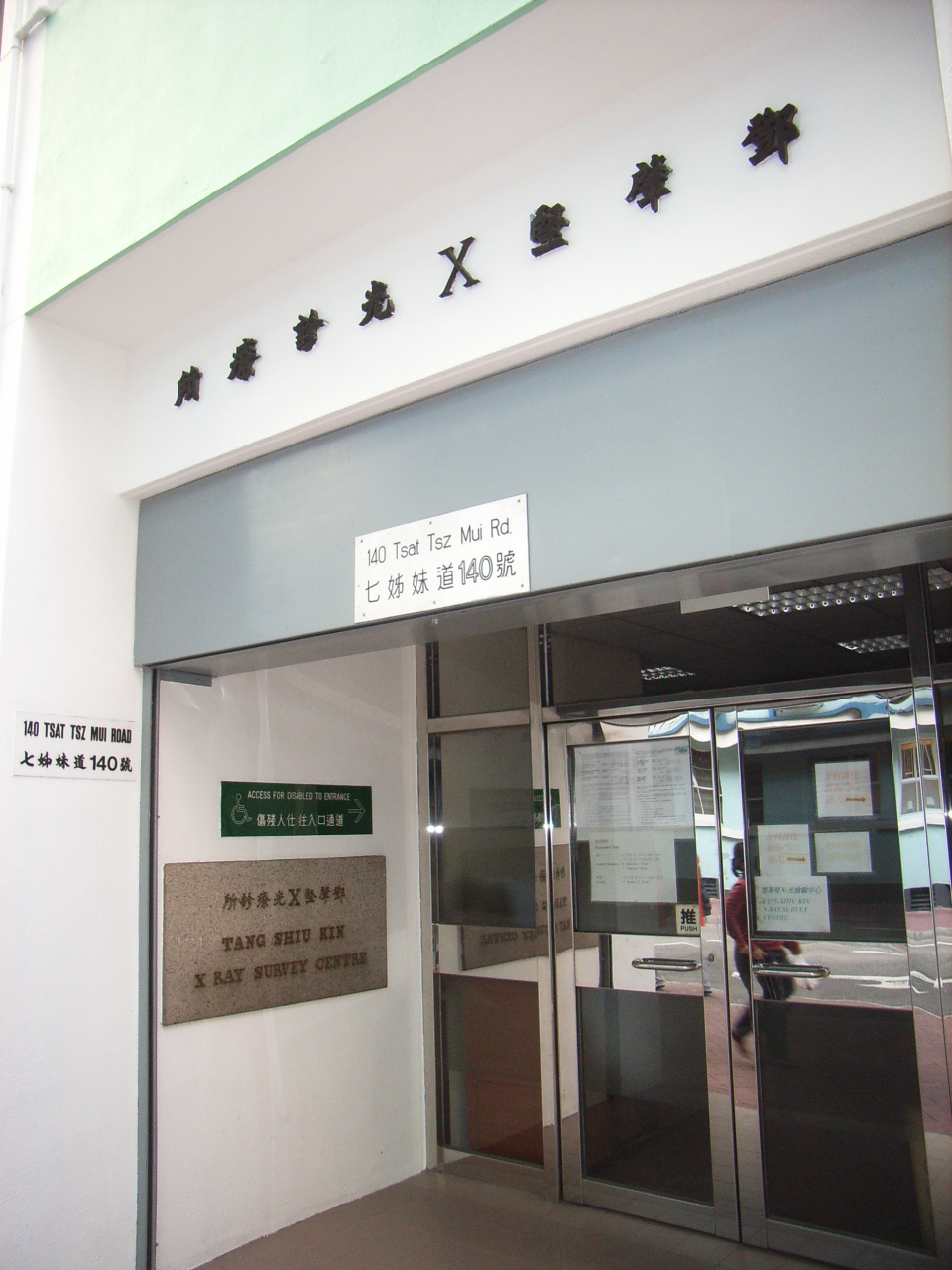
七姊妹道140號

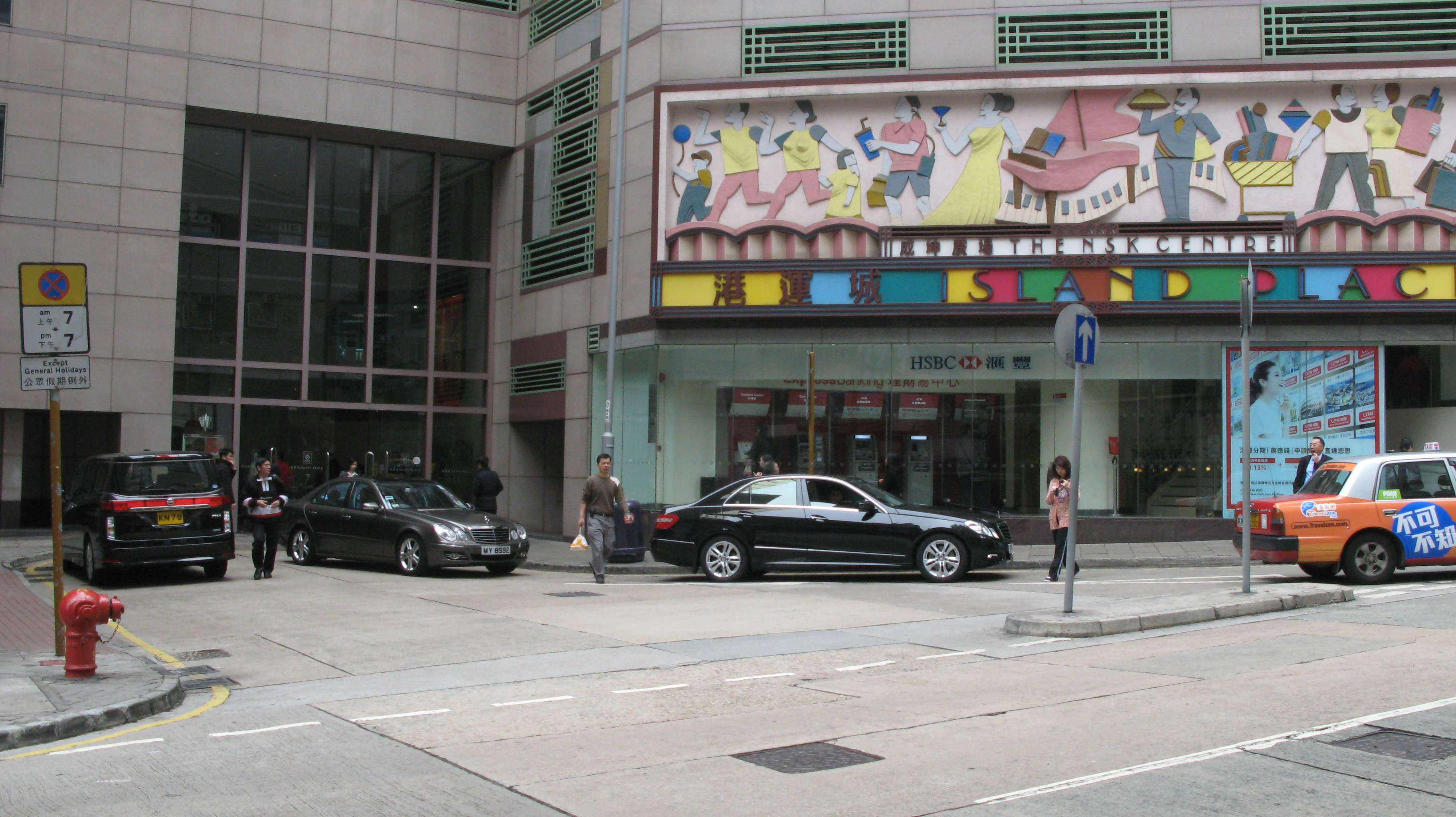
港運城及成坤廣場，前身為七姊妹道的其中一段，圖中的掘頭路就是這段七姊妹道被封閉後的遺跡。

七姊妹道（英語：Tsat Tsz Mui Road）是香港東區七姊妹的一條著名道路，位於英皇道之南，基本上由西至東貫通北角南部。由於中間一段被港運城分割，東段也給模範邨佔了地，實際上在民新街還有一段，所以七姊妹道總共被分為三段，也是鰂魚涌的街道。總長約780米。

## 街名起源
七姊妹道的命名，是因為位處的七姊妹。請參見七姊妹的故事。

## 歷史
1911年起，七姊妹海邊為香港最大規模的泳棚。
1934年起，香港政府發展七姊妹一帶，並開闢道路。
1939年12月15日，七姊妹道正式通車，當時只是連接琴行街及書局街的一小截道路，其後才加以延長。但隨著北角的發展，七姊妹道中間一段被港運城（即前中巴北角車廠）分割。

## 交匯道路
- 書局街
- 琴行街
- 電照街
- 健康西街
- 健康中街
- 健康東街
- 模範
- 民新街

## 鄰近設施
- 港運城
- 健威花園
- 柏立基夫人健康院
- 北角街市
- 健康村
- 模範邨